# Bonczos Miklós
Vitéz Bonczos Miklós (Nagyszalonta, 1897. szeptember 16. – Buenos Aires, 1971. augusztus 16.) belügyminiszter, országgyűlési képviselő, főispán.

## Élete

### Családja, ifjú évei

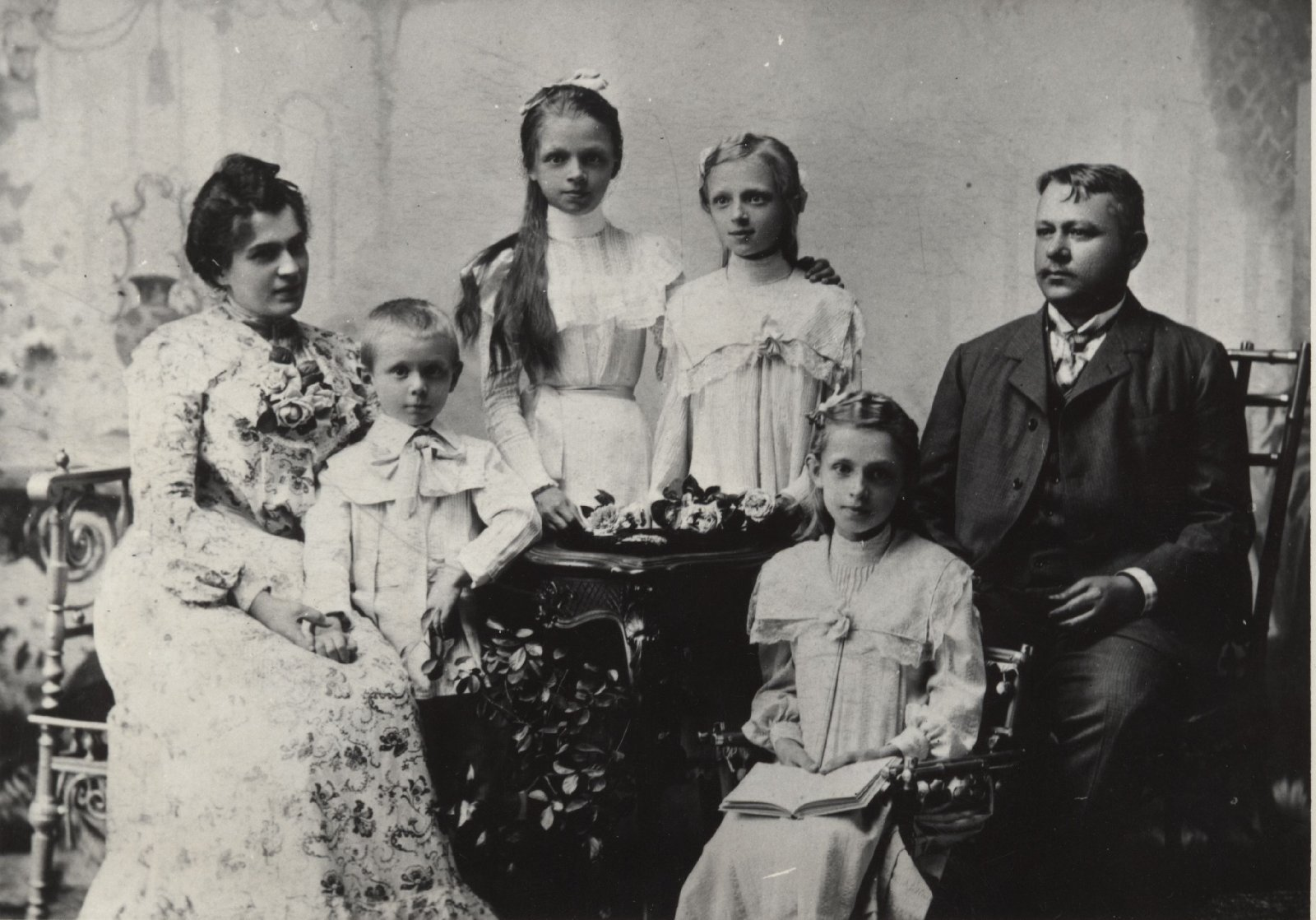
id. Bonczos Miklós telekkönyvvezető családja 1905 körül.

Református családban született. Édesapja idősb Bonczos Miklós felmenői Bethlen Gábor erdélyi fejedelemtől 1625-ben nemességet kaptak, mint Nagyszalonta várost védő katonák. Elhunyt első feleségétől három leánya született: Irén, Margit és Ilona. Második felesége a szintén nemesi családból származó Litteráti Végh Eszter – Litteráti Végh József (1861-1939) esperes húga – lett. Ebből a házasságból született 1897-ben Miklós, majd később – már Szentesen – 1911-ben ötödik gyermekként Erzsébet.
A család az 1900-as évek elején Szentesre költözött, ahol az apa városi telekkönyv-vezető lett. A három idősebb leány közül később Margit (Szabó Imréné) tanítónő lett a központi református általános iskolában, Ilona (Hoits Mihályné) városi tisztviselő, a tizenévekkel fiatalabb Erzsébet (Szánthó Gézáné) pedig szintén tanítónő Szentes-felsőpárti református általános iskolában.
Miklós 1907-1915 között a szentesi Magyar Királyi Állami Főgimnázium tanulója volt, Bugyi István – a későbbi Kossuth-díjas sebészprofesszor, kórházigazgató – volt a padtársa, akivel életre szóló barátságot kötöttek. Bonczosnak az emigrációban töltött évei alatt is tartották egymással a kapcsolatot, amint az Bugyinak a levéltárban őrzött levélgyűjteményéből is kiderül. Politikai nézeteik akkorra igen eltérőek lettek, ám ez mégsem vált akadályává egymás nagyrabecsülésének.

### Katonai pályafutása
Gyermekkorától katonai pályára készült. Az érettségi után – háborús időben – a Ludovika Akadémia akkor pár hónapos képzésén vett részt, itt hadnagyként végzett, majd tíz éven át mint tényleges tiszt szolgált a honvédségnél. Az első világháborút az olasz és az orosz fronton küzdötte végig, vitézségért több ízben kitüntették. Századosi rendfokozatban, súlyosan sebesült hadirokkantként tért vissza a frontról, s a Kormányzó rendkívüli háborús teljesítményeiért vitézzé avatta. A háború után, a kommün bukását követően magasabb parancsnokságoknál, majd a honvédelmi minisztériumban teljesített szolgálatot. Közben folytatta a tanulmányait, jogi diplomát szerzett, majd a budapesti egyetemen az egyesített bírói és ügyvédi vizsgát is letette. 1925-ben vált meg a katonai szolgálattól, s ügyvédi irodát nyitott Szentesen.

### Politikusi pályája
A politikai életbe 1926-ban kapcsolódott be, mint Gömbös Gyula politikájának lelkes híve. Csongrád vármegye törvényhatósági bizottságában, kisgyűlésében és Szentes képviselő-testületében fejtett ki odaadó munkásságot, de élénk szerepet vitt a megyei és városi közéletben is.
1933-ban Csongrád vármegye tisztifőügyészévé választották meg. Ekkor már egyik vezető tényezője volt a megyei életnek. 1933-tól előbb mint helyettes pártelnök, később mint megyei pártelnök igen nagy eredménnyel irányította a Nemzeti Egység Pártja Csongrád megyei szervezkedését.
1936-ban a támogatásával alakult meg az 595. sz. Bethlen Gábor Cserkész Csapat, akik 3 évvel később már mint saját gépekkel rendelkező cserkészrepülők váltak híressé. Vitéz várbogyai Bogyay Kamilló csendőr százados volt a parancsnokuk. 1939 májusában Gróf Teleki Pál miniszterelnök avatta fel az új vitorlázó repülőket.
1937-ben Csongrád vármegye élére került. Főispáni működésében nagy szociális érzés vezette, amely közéleti munkássága során mindig megnyilvánult. Behatóan foglalkozott az agrárszociális problémákkal — a szociálpolitika tárgyköréből több értekezése és dolgozata is megjelent. A mezőgazdasági munkásság szociális helyzetének tanulmányozása céljából hosszabb németországi tanulmányutat tett. 1938. december 14-től 1942. július 14-ig országos árvízvédelmi és menekültügyi kormánybiztos, belügyi államtitkár volt. Tudásával és gyakorlati érzékével országos vonatkozásban is a szociális problémák enyhítéséért dolgozott. Álláspontját jól tükrözi az 1939 karácsonyán Szentesen elmondott ünnepi beszédének részlete:
... a szegénység és nyomor ellen küzdeni nem az egyeseknek a feladata, hanem az államnak, államhatalomnak, társadalomnak, a kormánynak a feladata és kötelessége, de kötelessége a szegény és elesett néposztálynak is, amelynek szintén hozzá kell járulnia ennek a megoldásához.
1939-től szervezte meg az az Országos Nép- és Családvédelmi Alapot (ONCSA), amelynek keretében házépítési program indult a szegény, sokgyermekes családoknak. 1941-től Szentesen, a mai Dr. Berényi Imre utca végén illetve a 13 km-re levő Lapistón épültek fel az első ONCSA-házak, majd 1943 októberében ONCSA-mintafaluként létesült Fábiánsebestyén – 200 házzal, iskolával, templommal.
1939-ben lett tagja a törvényhozásnak. Az általános választások során a szentesi egyéni kerületben lépett fel, emellett a Magyar Élet Pártja Csongrád megyei és hódmezővásárhelyi listáját is vezette. Szentesen egyhangúlag választották meg s Csongrád vármegyében sem akadt ellenlista, amely felvette volna a küzdelmet, a legnagyobb eredményt azonban mégis Hódmezővásárhelyen érte el, ahol három párt küzdött a kormánypárttal szemben s a város mindkét mandátumát az ő listája kapta meg.
1940 májusában Szentes díszpolgárává terjesztették fel, amit udvariasan visszautasított, de továbbra is sokat tett szűkebb pátriája érdekében. Ugyanez év őszén jelenlétében tették le a szentesi tüdőbeteg-gondozó alapkövét, illetve felavatták a Téli Gazdasági Iskolát.
1941. július 5-én a visszatért Nagyszalonta – szülővárosa – rendkívüli díszközgyűlésén első díszpolgárává választotta meg.
1942. július 14–től 1944. augusztus 7-ig igazságügyi államtitkár, majd 1944. október 12-ig a Lakatos-kormány belügyminisztere. A háború alatti megnyilvánulásaiban mindvégig az akkori hivatalos propaganda irányvonalát követte.
Az igazság, a jog és a méltányosság a tengelyhatalmak oldalán áll. Mi egytestnek érezzük magunkat a németekkel és olaszokkal. Mi nemcsak együtt küzdünk velük, de a mi ügyünknek tekinthetjük ezt a háborút, s minden erkölcsi, szellemi, anyagi és fizikai erőnkkel masírozunk velük a többi szövetséges országokkal együtt a biztos győzelem felé. Törhetetlen hit, feltétlen bizalom és biztos optimizmus tölt el bennünket.

### Emigrációban
1944 decemberében elhagyta Magyarországot. Argentínában telepedett le, ahol 1948-ig magyar cégek viszonteladójaként tevékenykedett. 1965-től 1970-ig az argentínai Erdélyi Bizottság elnökeként működött. 1971 márciusában agyvérzést szenvedett, fél évig tartó súlyos betegség után Buenos Airesben hunyt el 1971. augusztus 16-án.

## Emlékezete
Dédunokája, az Argentínában élő festőművész, Carolina Mitchell 2010-ben Budapesten, a Balassi Intézetben írt disszertációjában dolgozta fel Bonczos Miklós történetét. Erre figyelt fel Nagy Anikó, aki akkor a Duna Televízióval forgatott. 2013-ban nyílt pályázati lehetőségük egy film elkészítésére, amelyben végigjárják az élete helyszíneit, köztük Szentest és Fábiánsebestyént is. A film 2014. november 12-én szerda 15:00 – 15:55 volt látható a Duna TV műsorán.
Halálának 45. és az első ONCSA-házak megépülésének 75. évfordulója alkalmából a Szentes TV Kalendárium című műsorában emlékezett Bonczos Miklósra Csorba Gyula szerkesztő-riporter és Tímár Ferenc informatikus-könyvtáros 2006. szeptember 2-án.

## Főbb művei
- Az Alföld szociális problémái (Bp., 1939)
- Beszámoló az árvízvédelmi országos kormánybiztos működéséről; Pátria, Bp., 1940
- Vadnay Andor emlékezete (Szentes, 1942)
- A táj és népkutatás szerepe a szociálpolitikában; Államtudományi Intézet, Bp., 1942 (A magyar táj- és népismeret könyvtára) – Az 1945-ben Magyarországon betiltott könyvek listáján
- Székfoglaló beszéd a Kálvin Szövetségben. Bevezetésül: Szabó Imre beiktató beszéde; Magyar Kálvin Szövetség, Bp., 1943